# Рожиці
Рожиці (словен. Rožice) — поселення в общині Хрпелє-Козіна, Регіон Обално-крашка, Словенія. Висота над рівнем моря: 513,9 м.